# 오니니와 쓰나모토

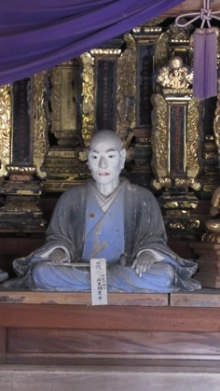
세키운지 소장

오니니와 쓰나모토(일본어: 鬼庭 綱元 おににわ つなもと[*]) / 모니와 쓰나모토(일본어: 茂庭 綱元 もにわ つなもと[*], 덴분 18년(1549년) ~ 간에이 17년 음력 5월 24일(1640년 7월 13일))은 아즈치모모야마 시대부터 에도 시대 전기의 무장이다.
아버지는 오니니와 요시나오, 아들은 모니와 요시모토, 오니니와 사네모토이고 배다른 누이 가타쿠라 기타가 있다. 가타쿠라 가게쓰나는 가타쿠라 기타의 아버지 다른 동생이다.

## 생애

### 가독상속
1573년, 아버지로부터 가독을 상속받아 데와국 가와이 성주가 되어 다테 데루무네(伊達輝宗)를 섬긴다. 그 무렵 아직 어렸던 다테 마사무네에게 매사냥을 지도했다.

### 가로취임
1581년, 마사무네가 첫출전을 맞이했을 때, 그 후견인으로서 출진한다. 1585년, 아버지와 함께 히토토리바시 전투에서 분전하였으나, 아버지가 전사했다. 일문의 다테 시게자네, 가타쿠라 가게쓰나와 함께 다테 마사무네로부터의 신임이 두터웠다. 특히 행정수완이 뛰어났기 때문에 다음해에 쓰나모토는 38세의 어린 나이에 노신들을 제치고 부교가 되어 가로의 반열에 든다. 1588년에는 소마씨에 대비하는 요충지였던 무쓰 도메키성(百目木城)의 수비를 맡는다.

### 세키가하라 전투
1600년, 마사무네의 명으로 우에스기 가게카쓰의 지배하에 있던 무쓰국, 유하라성(湯原城)을 공략한 후 루스 마사카게과 함께 하세도성 전투에 출진했다. 다음해 마쓰카와 전투에서는 다테군의 선봉으로 출진한다.

## 인물
- 다테 시게자네, 가타쿠라 가게쓰나와 나란히 다테가 삼걸의 한 명으로 알려져 있다, 시게자네가 무(武)의 시게자네, 가게쓰나가 지(智)의 가게쓰나로 불린 것에 대해 쓰나모토는 리(吏)의 쓰나모토로 일컬어질만큼 정치에 능통하였다.

- 오니니와 쓰나모토는 내정이나 외교에 뛰어날 뿐아니라 다도(茶道), 와카(和歌), 책에 뛰어난 문화인이며, 패배를 모르는 맹장이기도 했다고 한다.

## 일화
- 히토토리바시 전투가 끝난 뒤, 아버지 사게쓰사이(左月斎)를 죽인 이와키씨의 가신 구보타 주로가 사로잡혔는데, 「포로를 베는 것은, 무사도를 어긋나는 일이다. 놓아줘라」라고 말했다고 한다.

- 임진왜란 당시 출발지였던 히젠국 나고야(名護屋)에 체제하던 중, 도요토미 히데요시가 「귀신(鬼)이 뜰(庭)에 있는 것은 재수가 없다」는 이유로 성을 오니니와(鬼庭)에서 모니와(茂庭)로 고치게 했다고 한다.

- 이름인 쓰나모토(綱元)도, 그가 에도 막부 4대 쇼군·도쿠가와 이에쓰나의 치세까지 장수했기 때문에 같은 자(綱)를 사용할 수 없었던 일문의 무장 가타쿠라 시게쓰나가 시게나가(重長)로 바꾼것과 같이 만년에 茂庭延元으로 개명한다.